# Mannschaftskader der División de Honor (Schach) 2004
Die Liste der Mannschaftskader der División de Honor (Schach) 2004 enthält alle Spieler, die für die spanischen División de Honor im Schach 2004 gemeldet wurden, mit ihren Einzelergebnissen.

## Allgemeines
Neben vier Stammspielern durften die teilnehmenden Vereine sechs Ersatzspieler melden, allerdings schöpfte nur UE Foment Martinenc Barcelona das Kontingent komplett aus. Nicht alle gemeldeten Spieler kamen auch zum Einsatz. CA Magic Mérida, CA iberCaja Zaragoza, CCA CajaCanarias Santa Cruz und UE Foment Martinenc Barcelona setzten in allen Runden die gleichen vier Spieler ein, während bei CA Reverté Albox sechs Spieler mindestens eine Partie spielten. Insgesamt kamen 47 Spieler zum Einsatz, von diesen nahmen 24 an allen Wettkämpfen teil.
Punktbester Spieler war Oleksandr Mojissejenko (CA Valencia-Cuna del Ajedrez Moderno) mit 8 Punkten aus 9 Partien. Laurent Fressinet (CA Intel-Tiendas UPI Mancha Real) erreichte 6,5 Punkte aus 8 Partien, Alexander Csernyin (CA La Caja Las Palmas) 6 Punkte aus 9 Partien. Kein Spieler erreichte 100 %, das prozentual beste Ergebnis gelang Sergey Tiviakov (CA Intel-Tiendas UPI Mancha Real) mit 5,5 Punkten aus 6 Partien.

## Legende
Die nachstehenden Tabellen enthalten folgende Informationen:
- Nr.: Ranglistennummer
- Titel: FIDE-Titel; GM = Großmeister, IM = Internationaler Meister, FM = FIDE-Meister
- Land: Verbandszugehörigkeit gemäß Elo-Liste von Oktober 2004; ARG = Argentinien, BEL = Belgien, CUB = Kuba, DEN = Dänemark, ENG = England, ESP = Spanien, FRA = Frankreich, GEO = Georgien, GER = Deutschland, HUN = Ungarn, MDA = Moldawien, NED = Niederlande, NOR = Norwegen, PAR = Paraguay, POL = Polen, ROU = Rumänien, RUS = Russland, SCG = Serbien und Montenegro, SUI = Schweiz, UKR = Ukraine, UZB = Usbekistan
- Elo: Elo-Zahl in der Elo-Liste von Oktober 2004
- G: Anzahl Gewinnpartien
- R: Anzahl Remispartien
- V: Anzahl Verlustpartien
- Pkt.: Anzahl der erreichten Punkte
- Partien: Anzahl der gespielten Partien

## CA Intel-Tiendas UPI Mancha Real
| Nr. | Titel | Name                 | Land | Elo  | G | R | V | Pkt. | Partien |
| --- | ----- | -------------------- | ---- | ---- | - | - | - | ---- | ------- |
| 1   | GM    | Ivan Sokolov         | NED  | 2663 | 1 | 5 | 0 | 3,5  | 6       |
| 2   | GM    | Joël Lautier         | FRA  | 2682 | 2 | 5 | 1 | 4,5  | 8       |
| 3   | GM    | Nigel Short          | ENG  | 2687 | 0 | 0 | 0 | 0    | 0       |
| 4   | GM    | Wladimir Malachow    | RUS  | 2664 | 4 | 3 | 1 | 5,5  | 8       |
| 5   | GM    | Leinier Domínguez    | CUB  | 2645 | 0 | 0 | 0 | 0    | 0       |
| 6   | GM    | Laurent Fressinet    | FRA  | 2640 | 5 | 3 | 0 | 6,5  | 8       |
| 7   | GM    | Sergey Tiviakov      | NED  | 2617 | 5 | 1 | 0 | 5,5  | 6       |
| 8   | FM    | Luis Fernández Siles | ESP  | 2267 | 0 | 0 | 0 | 0    | 0       |

## CA Valencia-Cuna del Ajedrez Moderno
| Nr. | Titel | Name                          | Land | Elo  | G | R | V | Pkt. | Partien |
| --- | ----- | ----------------------------- | ---- | ---- | - | - | - | ---- | ------- |
| 1   | GM    | Anatoli Karpow                | RUS  | 2682 | 0 | 0 | 0 | 0    | 0       |
| 2   | GM    | Francisco Vallejo Pons        | ESP  | 2678 | 3 | 4 | 2 | 5    | 9       |
| 3   | GM    | Peter Heine Nielsen           | ESP  | 2663 | 1 | 5 | 1 | 3,5  | 7       |
| 4   | GM    | Luke McShane                  | ENG  | 2629 | 0 | 0 | 0 | 0    | 0       |
| 5   | GM    | Oleksandr Mojissejenko        | UKR  | 2653 | 8 | 0 | 1 | 8    | 9       |
| 6   | GM    | Jan Gustafsson                | GER  | 2603 | 2 | 2 | 0 | 3    | 4       |
| 7   | GM    | Julen Luís Arizmendi Martínez | ESP  | 2531 | 0 | 7 | 0 | 3,5  | 7       |

## CA Reverté Albox
| Nr. | Titel | Name                             | Land | Elo  | G | R | V | Pkt. | Partien |
| --- | ----- | -------------------------------- | ---- | ---- | - | - | - | ---- | ------- |
| 1   | GM    | Michał Krasenkow                 | POL  | 2676 | 3 | 4 | 0 | 5    | 7       |
| 2   | GM    | Alexander Rustemow               | RUS  | 2602 | 0 | 0 | 0 | 0    | 0       |
| 3   | GM    | Friso Nijboer                    | NED  | 2567 | 0 | 5 | 2 | 2,5  | 7       |
| 4   | GM    | Mihai Șubă                       | ROU  | 2516 | 2 | 1 | 3 | 2,5  | 6       |
| 5   | GM    | Alfonso Romero Holmes            | ESP  | 2514 | 3 | 0 | 2 | 3    | 5       |
| 6   | GM    | Lluís Comas Fabregó              | ESP  | 2509 | 1 | 5 | 0 | 3,5  | 6       |
| 7   | GM    | Salvador Gabriel Del Río Angelis | ESP  | 2491 | 3 | 2 | 0 | 4    | 5       |
| 8   | IM    | Antonio Gamundí Salamanca        | ESP  | 2439 | 0 | 0 | 0 | 0    | 0       |
| 9   |       | José Juan Rubio Tapia            | ESP  | 2146 | 0 | 0 | 0 | 0    | 0       |

## UGA Barcelona
| Nr. | Titel | Name                        | Land | Elo  | G | R | V | Pkt. | Partien |
| --- | ----- | --------------------------- | ---- | ---- | - | - | - | ---- | ------- |
| 1   | GM    | Viktor Bologan              | MDA  | 2669 | 4 | 3 | 2 | 5,5  | 9       |
| 2   | GM    | Yannick Pelletier           | SUI  | 2589 | 2 | 5 | 0 | 4,5  | 7       |
| 3   | IM    | Josep Manuel López Martínez | ESP  | 2481 | 1 | 2 | 4 | 2    | 7       |
| 4   | IM    | José Antonio Lacasa Díaz    | ESP  | 2431 | 1 | 4 | 1 | 3    | 6       |
| 5   | IM    | Michael Rahal               | ENG  | 2416 | 1 | 6 | 0 | 4    | 7       |
| 6   | IM    | Víctor Manuel Vehí Bach     | ESP  | 2409 | 0 | 0 | 0 | 0    | 0       |
| 7   | IM    | Alejandro Bofill Mas        | ESP  | 2385 | 0 | 0 | 0 | 0    | 0       |
| 8   | FM    | Guillermo Baches García     | ESP  | 2370 | 0 | 0 | 0 | 0    | 0       |
| 9   |       | Daniel Alsina Leal          | ESP  | 2282 | 0 | 0 | 0 | 0    | 0       |

## CA Magic Mérida
| Nr. | Titel | Name                          | Land | Elo  | G | R | V | Pkt. | Partien |
| --- | ----- | ----------------------------- | ---- | ---- | - | - | - | ---- | ------- |
| 1   | GM    | Magnus Carlsen                | NOR  | 2581 | 0 | 5 | 4 | 2,5  | 9       |
| 2   | IM    | Manuel Pérez Candelario       | ESP  | 2474 | 2 | 5 | 2 | 4,5  | 9       |
| 3   | IM    | Ibragim Khamrakulov           | UZB  | 2500 | 4 | 3 | 2 | 5,5  | 9       |
| 4   | FM    | Juan Manuel Carrasco Martínez | ESP  | 2408 | 3 | 3 | 3 | 4,5  | 9       |
| 5   | FM    | Iván Cabezas Ayala            | ESP  | 2363 | 0 | 0 | 0 | 0    | 0       |
| 6   | FM    | Emilio Moreno Tejera          | ESP  | 2275 | 0 | 0 | 0 | 0    | 0       |
| 7   |       | Manuel Rodríguez García       | ESP  | 2184 | 0 | 0 | 0 | 0    | 0       |
| 8   |       | Benjamin García Romero        | ESP  | 2139 | 0 | 0 | 0 | 0    | 0       |
| 9   |       | Marcos García Loro            | ESP  | 2080 | 0 | 0 | 0 | 0    | 0       |

## CA La Caja Las Palmas
| Nr. | Titel | Name                       | Land | Elo  | G | R | V | Pkt. | Partien |
| --- | ----- | -------------------------- | ---- | ---- | - | - | - | ---- | ------- |
| 1   | GM    | Michail Gurewitsch         | BEL  | 2644 | 2 | 4 | 3 | 4    | 9       |
| 2   | GM    | Alexander Csernyin         | HUN  | 2584 | 3 | 6 | 0 | 6    | 9       |
| 3   | FM    | Juan Antonio Corral Blanco | ESP  | 2446 | 3 | 2 | 4 | 4    | 9       |
| 4   | IM    | Pedro Lezcano Jaén         | ESP  | 2391 | 1 | 2 | 1 | 2    | 4       |
| 5   | IM    | José García Padrón         | ESP  | 2429 | 0 | 2 | 3 | 1    | 5       |
| 6   |       | Daniel Ortega Hermida      | ESP  | 2396 | 0 | 0 | 0 | 0    | 0       |
| 7   |       | Ricardo Hernández Déniz    | ESP  | 2270 | 0 | 0 | 0 | 0    | 0       |

## CA Marcote Mondariz
| Nr. | Titel | Name                    | Land | Elo  | G | R | V | Pkt. | Partien |
| --- | ----- | ----------------------- | ---- | ---- | - | - | - | ---- | ------- |
| 1   | GM    | Alexander Graf          | GER  | 2646 | 3 | 2 | 4 | 4    | 9       |
| 2   | GM    | Giorgi Giorgadse        | GEO  | 2612 | 2 | 4 | 3 | 4    | 9       |
| 3   | GM    | Zenón Franco Ocampos    | PAR  | 2526 | 1 | 5 | 1 | 3,5  | 7       |
| 4   | GM    | Alejandro Hoffman       | ARG  | 2472 | 0 | 0 | 0 | 0    | 0       |
| 5   | IM    | Roi Reinaldo Castiñeira | ESP  | 2446 | 1 | 3 | 1 | 2,5  | 5       |
| 6   | FM    | David Lariño Nieto      | ESP  | 2307 | 1 | 1 | 4 | 1,5  | 6       |
| 7   |       | Manuel Pena Gómez       | ESP  | 2223 | 0 | 0 | 0 | 0    | 0       |

## CA iberCaja Zaragoza
| Nr. | Titel | Name                         | Land | Elo  | G | R | V | Pkt. | Partien |
| --- | ----- | ---------------------------- | ---- | ---- | - | - | - | ---- | ------- |
| 1   | GM    | Miguel Illescas Córdoba      | ESP  | 2626 | 3 | 4 | 2 | 5    | 9       |
| 2   | GM    | Branko Damljanović           | SCG  | 2578 | 3 | 3 | 3 | 4,5  | 9       |
| 3   | IM    | Pablo Glavina                | ARG  | 2458 | 2 | 0 | 7 | 2    | 9       |
| 4   | IM    | Jesús Barón Rodríguez        | ESP  | 2432 | 2 | 2 | 5 | 3    | 9       |
| 5   | FM    | Ramón De la Rocha Prieto     | ESP  | 2320 | 0 | 0 | 0 | 0    | 0       |
| 6   |       | César Lasanta Rica           | ESP  | 2305 | 0 | 0 | 0 | 0    | 0       |
| 7   |       | Joaquín Miguel Antoli Royo   | ESP  | 2239 | 0 | 0 | 0 | 0    | 0       |
| 8   |       | Pedro José Aguirre Izaguirre | ESP  | 2229 | 0 | 0 | 0 | 0    | 0       |
| 9   |       | Daniel Bescos Cortés         | ESP  | 2176 | 0 | 0 | 0 | 0    | 0       |

## CCA CajaCanarias Santa Cruz
| Nr. | Titel | Name                            | Land | Elo  | G | R | V | Pkt. | Partien |
| --- | ----- | ------------------------------- | ---- | ---- | - | - | - | ---- | ------- |
| 1   | GM    | Oleg Korneev                    | RUS  | 2583 | 1 | 6 | 2 | 4    | 9       |
| 2   | GM    | Pablo San Segundo Carrillo      | ESP  | 2516 | 0 | 6 | 3 | 3    | 9       |
| 3   | GM    | Javier Moreno Carnero           | ESP  | 2512 | 2 | 4 | 3 | 4    | 9       |
| 4   | GM    | José Luis Fernández García      | ESP  | 2479 | 0 | 6 | 3 | 3    | 9       |
| 5   | IM    | Francisco Javier Sanz Alonso    | ESP  | 2346 | 0 | 0 | 0 | 0    | 0       |
| 6   | FM    | Adalbert Villavicencio Martínez | ESP  | 2346 | 0 | 0 | 0 | 0    | 0       |
| 7   |       | Jacob González Marrero          | ESP  | 2303 | 0 | 0 | 0 | 0    | 0       |

## UE Foment Martinenc Barcelona
| Nr. | Titel | Name                         | Land | Elo  | G | R | V | Pkt. | Partien |
| --- | ----- | ---------------------------- | ---- | ---- | - | - | - | ---- | ------- |
| 1   | GM    | Mihail Marin                 | ROU  | 2511 | 3 | 4 | 2 | 5    | 9       |
| 2   | GM    | Marc Narciso Dublan          | ESP  | 2487 | 1 | 3 | 5 | 2,5  | 9       |
| 3   | IM    | Alfonso Jerez Pérez          | ESP  | 2434 | 2 | 3 | 4 | 3,5  | 9       |
| 4   | IM    | Manuel Granados Gómez        | ESP  | 2425 | 2 | 2 | 5 | 3    | 9       |
| 5   | FM    | Antonio Torrecillas Martínez | ESP  | 2368 | 0 | 0 | 0 | 0    | 0       |
| 6   |       | Ramón José Abril             | ESP  | 2347 | 0 | 0 | 0 | 0    | 0       |
| 7   |       | Daniel Garrido Fernández     | ESP  | 2280 | 0 | 0 | 0 | 0    | 0       |
| 8   |       | Jordi De la Riva Aguado      | ESP  | 2261 | 0 | 0 | 0 | 0    | 0       |
| 9   |       | Xabier Avila Jimenez         | ESP  | 2243 | 0 | 0 | 0 | 0    | 0       |
| 10  |       | Josep Paredes Prats          | ESP  | 2130 | 0 | 0 | 0 | 0    | 0       |